# Coccorchestes missim
Coccorchestes missim är en spindelart som beskrevs av Balogh 1980. Coccorchestes missim ingår i släktet Coccorchestes och familjen hoppspindlar. Inga underarter finns listade i Catalogue of Life.